# Bambusa stenoaurita

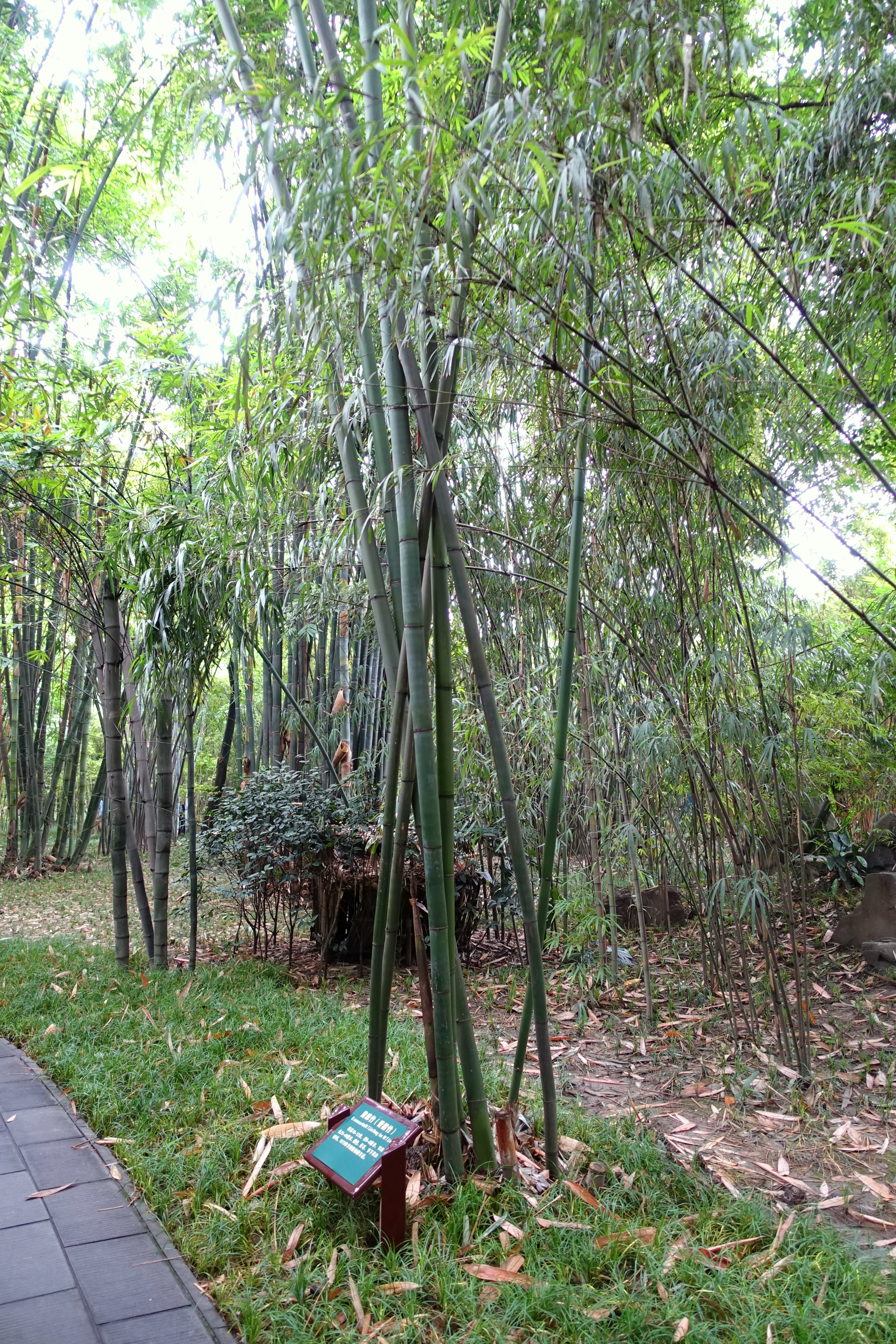
Bambusa stenoaurita

Bambusa stenoaurita är en gräsart som först beskrevs av Wan Tao Lin, och fick sitt nu gällande namn av Tai Hui Wen. Bambusa stenoaurita ingår i släktet Bambusa och familjen gräs. Inga underarter finns listade i Catalogue of Life.